# Hifumi Abe
Pour les articles homonymes, voir Abe.
Hifumi Abe (阿部 一二三, Abe Hifumi) est un judoka japonais né le 9 août 1997 à Kobe. Il a remporté la médaille d'or aux championnats du monde 2017 en moins de 66 kg à seulement 20 ans.
Il est double champion olympique en moins de 66 kg, en 2021 et 2024.
Le 8 mai 2023, il remporte à Doha son quatrième titre de champion du monde, tout comme sa sœur Uta Abe.

## Biographie
Hifumi Abe remporte deux médailles d'argent dans des mondiaux dans les catégories de jeune, d'abord en moins de 18 ans en 2013 puis en moins de 21 ans à Fort Lauderdale en 2014. Quelques semaines plus tard, lors de cette même année, il remporte son premier grand tournoi international en s'imposant lors de la coupe Jigoro Kano, battant en demi-finale Masashi Ebinuma, médaillé de bronze aux Jeux olympiques de Londres et trois fois champion du monde, puis l'Israélien Golan Pollack (en) en finale.
Lors des championnats du Japon 2016, il bat en demi-finale Masashi Ebinuma puis remporte le titre. Malgré cette victoire, c'est Masashi Ebinuma qui est sélectionné pour défendre les couleurs japonaises aux Jeux olympiques de Rio de Janeiro. En juillet, il remporte un nouveau tournoi Grand Chelem, lors du Grand Chelem de Tioumen. En fin d'année, Hifumi Abe remporte la coupe Jigoro Kano.
En février, il devient le plus jeune vainqueur de l'histoire du tournoi de Paris. Pour sa première participation à des championnats du monde, lors de l'édition de Budapest, il remporte la médaille d'or en s'imposant sur ippon face au Russe Mikhail Pulyaev en 1 min 27 s. En fin d'année, il remporte son troisième titre à la Coupe Jigoro Kano.
En 2018, il remporte le Grand Slam d'Ekaterinbourg puis il concède sa première défaite depuis 2015 lors du Grand Prix de Zagreb, face au Mongol Altansukh Dovdon. Aux championnats du monde de Bakou, il s'impose en finale face au Kazakhe Yerlan Serikzhanov par ippon, peu après le succès de sa sœur Uta Abe en moins de 52 kg.

## Palmarès

### Compétitions internationales
| Année | Compétition           | Lieu     | Résultat | Catégorie          |
| ----- | --------------------- | -------- | -------- | ------------------ |
| 2017  | Championnats du monde | Budapest | 1er      | Moins de 66 kg     |
| 2018  | Championnats du monde | Bakou    | 1er      | Moins de 66 kg     |
| 2019  | Championnats du monde | Tokyo    | 3e       | Moins de 66 kg     |
| 2021  | Jeux olympiques       | Tokyo    | 1er      | Moins de 66 kg     |
| 2021  | Jeux olympiques       | Tokyo    | 2e       | Par équipes mixtes |
| 2022  | Championnats du monde | Tachkent | 1er      | Moins de 66 kg     |
| 2023  | Championnats du monde | Doha     | 1er      | Moins de 66 kg     |
| 2024  | Jeux olympiques       | Paris    | 1er      | Moins de 66 kg     |
| 2024  | Jeux olympiques       | Paris    | 2e       | Par équipes mixtes |
| 2025  | Championnats du monde | Budapest | 3e       | Moins de 66 kg     |

### Tournois Grand Chelem et Grand Prix
| Année | Compétition   | Lieu          | Résultat | Catégorie      |
| ----- | ------------- | ------------- | -------- | -------------- |
| 2014  | Grand Chelem  | Tokyo         | 1er      | Moins de 66 kg |
| 2015  | Grand Prix    | Tachkent      | 1er      | Moins de 66 kg |
| 2015  | Grand Prix    | Oulan-Bator   | 2e       | Moins de 66 kg |
| 2016  | Grand Chelemn | Tioumen       | 1er      | Moins de 66 kg |
| 2016  | Grand Chelem  | Tokyo         | 1er      | Moins de 66 kg |
| 2017  | Grand Chelem  | Paris         | 1er      | Moins de 66 kg |
| 2017  | Grand Chelem  | Tokyo         | 1er      | Moins de 66 kg |
| 2018  | Grand Chelem  | Ekaterinbourg | 1er      | Moins de 66 kg |
| 2018  | Grand Prix    | Zagreb        | 3e       | Moins de 66 kg |
| 2018  | Grand Chelem  | Osaka         | 2e       | Moins de 66 kg |
| 2019  | Grand Chelem  | Osaka         | 1er      | Moins de 66 kg |
| 2020  | Grand Chelem  | Düsseldorf    | 1er      | Moins de 66 kg |
| 2021  | Grand Chelem  | Antalya       | 1er      | Moins de 66 kg |
| 2022  | Grand Chelem  | Budapest      | 1er      | Moins de 66 kg |
| 2023  | Grand Chelem  | Tokyo         | 1er      | Moins de 66 kg |
| 2024  | Grand Chelem  | Antalya       | 1er      | Moins de 66 kg |